# Ariulf

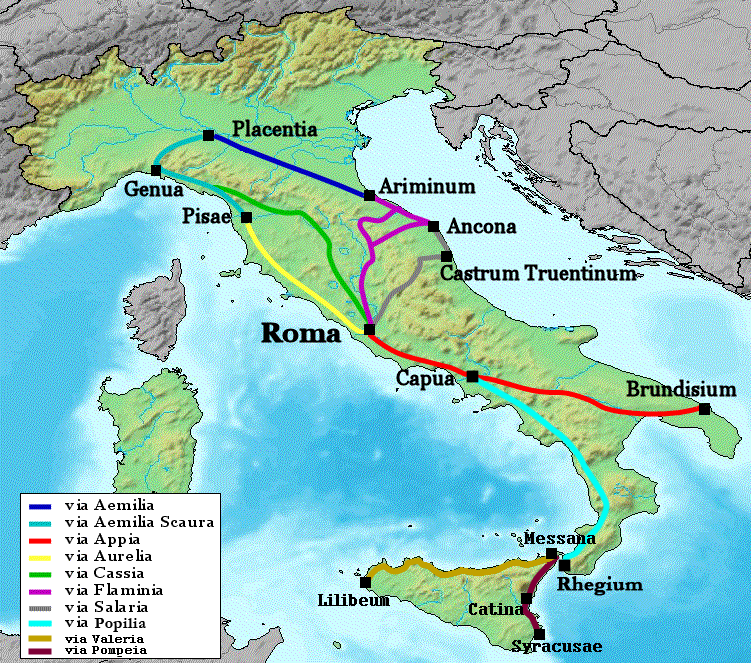
Via Flaminia in het paars

Ariulf was de tweede hertog van Spoleto van 592 tot 602.
Ariulf volgde zijn vader Faroald I op. Zijn opzet was de belangrijkste steden op de Via Flaminia, de as Rome - Ariminum, onder controle te krijgen. Hierbij wekte hij de toorn van de Byzantijnen en meer bepaald, die van Romanus, exarch van Ravenna. Paus Gregorius I probeerde te onderhandelen, zonder succes. Uiteindelijk werd Ariulf gedwongen in te binden.
Later steunde hij Arechis I, hertog van Benevento in een poging Napels te veroveren. Na zijn dood werd opgevolgd door zijn broer Theodelap.